# 阿勒湖 (沃爾夫斯堡)
52°26′1″N 10°49′9″E / 52.43361°N 10.81917°E

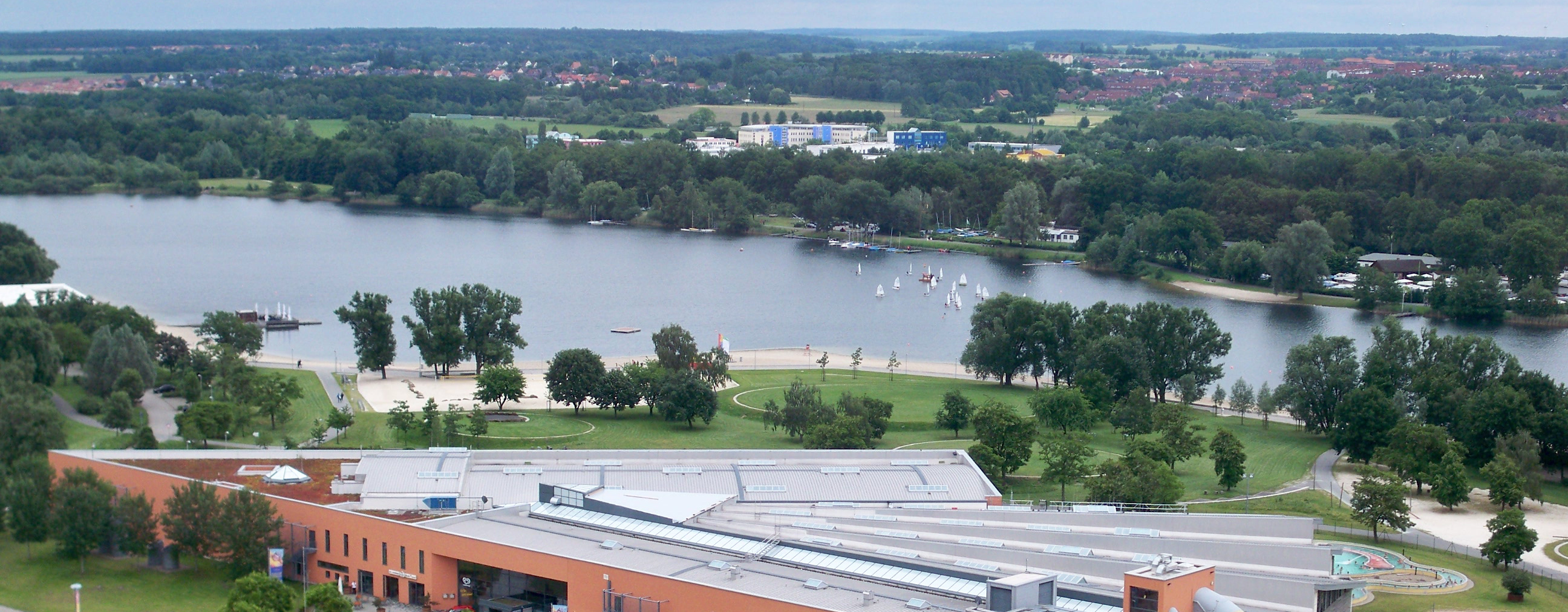

阿勒湖（德語：Allersee），是德國的湖泊，位於該國西北部，由下薩克森州負責管轄，處於沃爾夫斯堡，長1.2公里、寬0.3公里，面積0.29平方公里，海拔高度57米，平均水深3米，最大水深11米，水體容量100萬立方米。